# Isabel Bas i Amat
Isabel Bas i Amat   (Barcelona, 26 de juliol de 1931 - Conca, 2 de desembre de 2023) va ser una il·lustradora i guionista, i de les poques dones que van treballar dibuixant a la revista TBO.

## Biografia
Començà la carrera com a il·lustradora de contes infantils als anys cinquanta. El primer treball el va publicar a l'editorial Cliper el 1950. L'any següent va il·lustrar per encàrrec de l'editorial Favencia alguns contes de fades per la col·lecció Margarita, tasca que compaginarà posteriorment amb encàrrecs de l'Editorial Bruguera. Amb aquesta editorial col·laborà en revistes com Tío Vivo, Din Dan i el Capitán Trueno. L'any 1958 es casà amb Delfí Fainé i deixà de treballar per a Bruguera. Tot i així, va continuar en contacte amb el món de la il·lustració a través d'altres editorials com ara Ediciones Toray. L'any 1967 va començar a treballar al TBO. Allí li encarregaren el personatge d’Ana Emília y su família, que normalment apareixia a la contraportada de la revista. També va ser autora dels Pasatiempos del TBO, al costat d'autors com ara Manuel Urda o Bernet Toledano. Durant aquesta època compaginà aquestes tasques amb altres historietes per a la revista que li encarregaven esporàdicament. L'any 1979 deixà definitivament de treballar a TBO. El 2015 va rebre el Premi d'Honor del Col·lectiu Autoras de Cómic (AC) al Saló del Còmic de Saragossa. En jubilar-se va viure a Terrassa fins al 1973 quan va anar a viure per raons familiars, juntament amb el seu marit a Conca, fins a la seva mort el 2 de desembre del 2023.